# Muzeum Archeologiczne w Krakowie
Muzeum Archeologiczne w Krakowie – najstarsza tego typu placówka w Polsce, powstała w 1850 roku.

## Historia
Muzeum powołano do życia jako Muzeum Starożytności i początkowo miało swoją siedzibę w Bibliotece Jagiellońskiej przy ul. św. Anny. 14 lat późnej zostało przeniesione na ulicę Sławkowską 17, a następnie (w 1967) do budynku przy ulicy Senackiej 3, gdzie znajduje się do dziś.
W momencie utworzenia Muzeum wystosowano do społeczeństwa apel z prośbą o przekazywanie znalezisk i obiektów archeologicznych, które mogłyby być eksponowane w nowej placówce. Dzięki szerokiemu odzewowi zbiory Muzeum znacznie się powiększyły m.in. o jeden z najcenniejszych eksponatów – posąg Światowida ze Zbrucza. Wkrótce Muzeum rozpoczęło także własne badania archeologiczne i w ten sposób wzbogaciło się o kolejne eksponaty (aby obecnie osiągnąć liczbę ponad 773 000 zabytków ekspozycyjnych). Badania te były prowadzone m.in. na Ukrainie, Litwie, Białorusi, a przede wszystkim na terenach Małopolski, która znajduje się w centrum zainteresowań Muzeum. Wraz z rozpoczęciem budowy Nowej Huty, w 1949 r., Muzeum rozpoczęło wykopaliska na tym terenie, dzięki czemu jest to obecnie jeden z najlepiej przebadanych obszarów w Polsce. Swoje prace Muzeum prowadziło także w Górach Świętokrzyskich, gdzie w starożytności rozwinęło się hutnictwo żelaza.
Dziś Muzeum prezentuje zarówno wystawy stałe, jak i czasowe. Muzeum wydaje serię wydawniczą „Biblioteka MAK” (dotąd ukazało się 9 tomów), czasopismo: „Materiały Archeologiczne” (wydano 42 tomy), do roku 2006 ukazało się także 25 tomów „Materiałów Archeologicznych Nowej Huty”.

## Dyrektorzy
- Gotfryd Ossowski (1850-1894)[3]
- Włodzimierz Demetrykiewicz (1894-1937)[3]
- Tadeusz Reyman (1937-1955)[4]
- Stefan Nosek (1955-1961)[5]
- Kazimierz Radwański (1961-1995)[6]
- Jacek Rydzewski (1995-2011)[7]
- Jacek Górski (od 2011)[8]

## Budynek

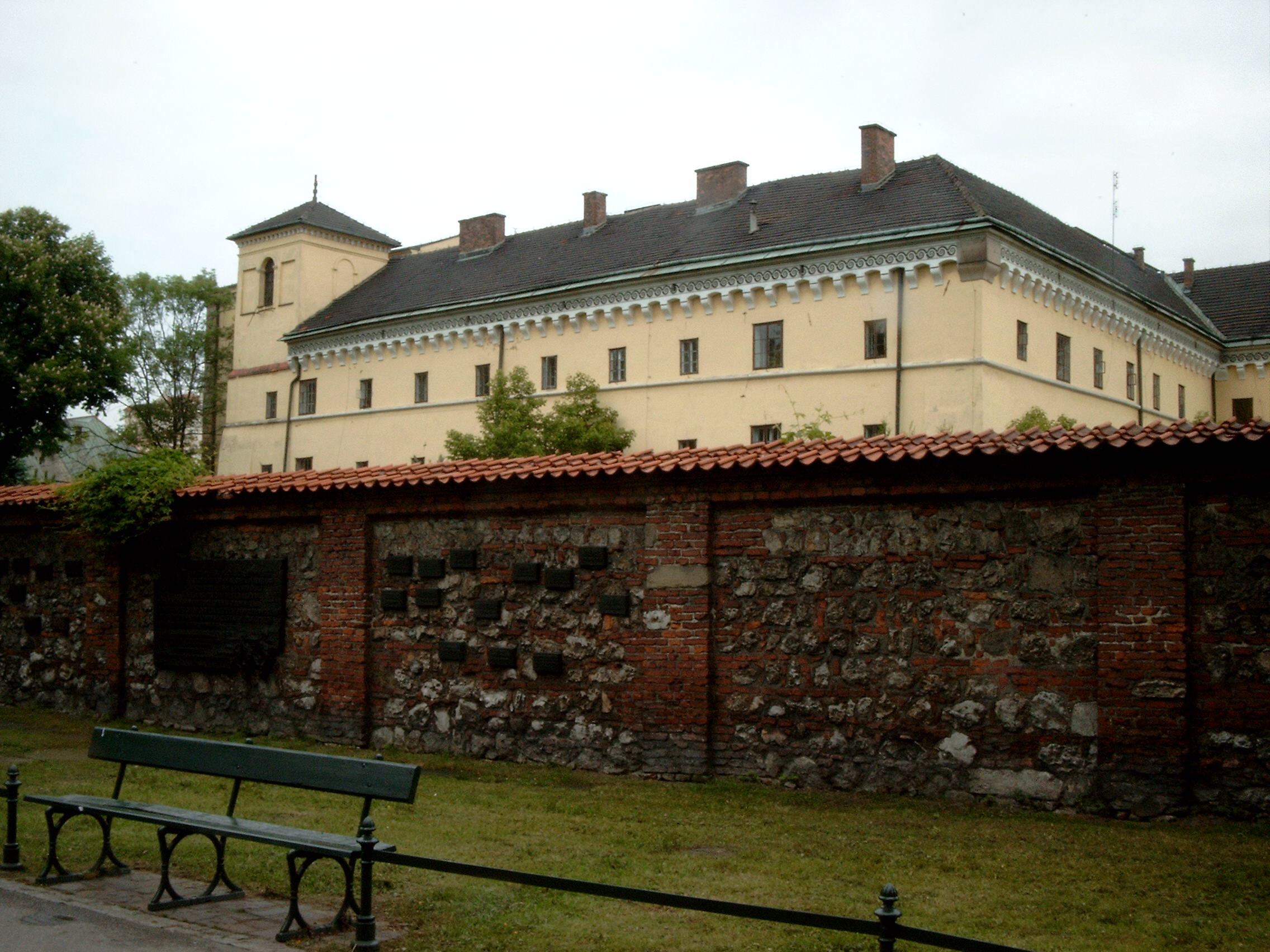
Widok budynku Muzeum od strony Plant (2001)

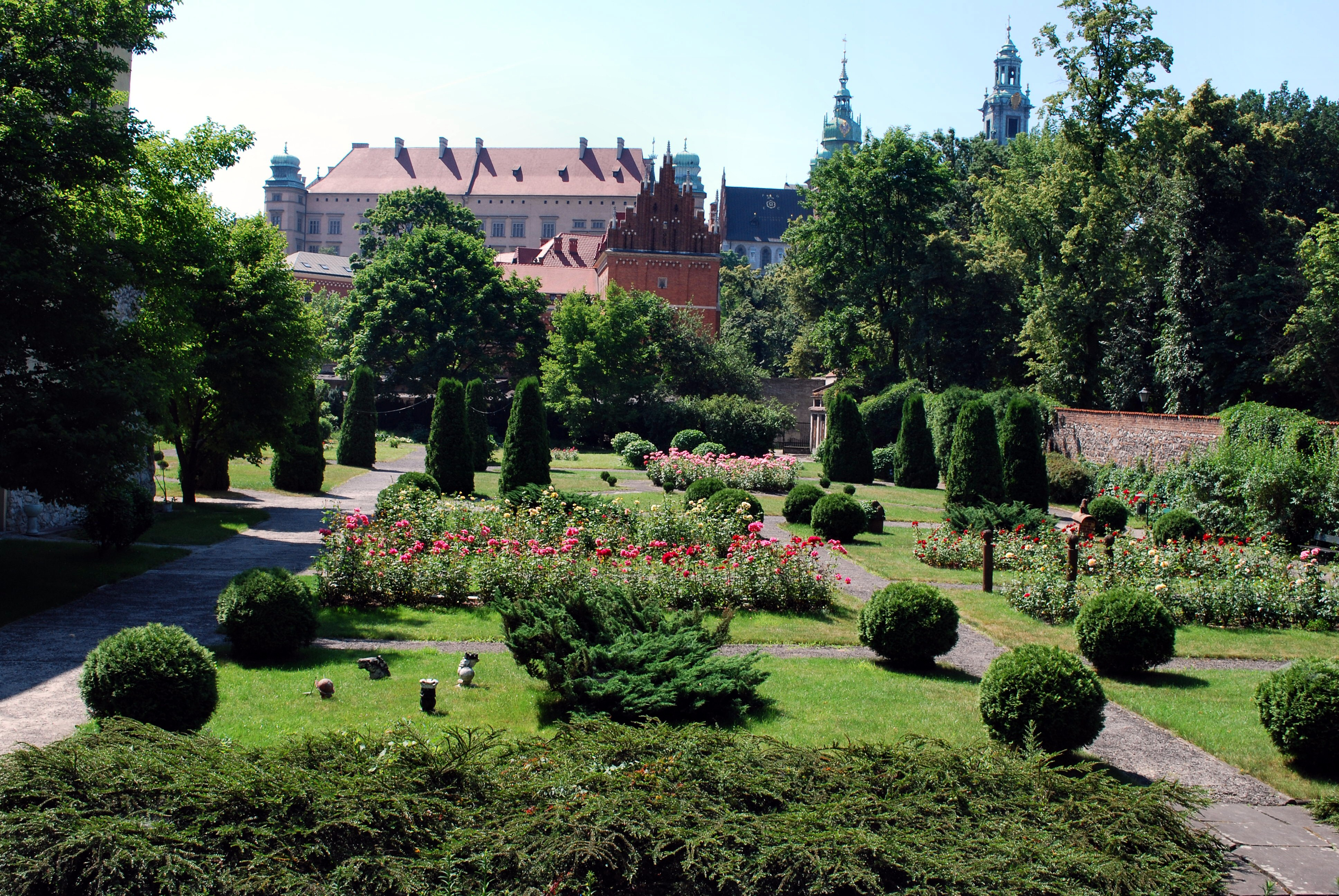
Ogród Muzeum

W miejscu, gdzie stoi budynek muzeum, w IX-XIII wieku znajdowały się drewniano-ziemne umocnienia podgrodzia Okół, a od XIV wieku mur obronny miasta. Pozostałości umocnień zachowały się w podziemiach Muzeum i w północno-wschodniej części ogrodu. W północno-zachodnim narożniku zabudowań i pod murem ogrodzenia od strony ul. Poselskiej widoczne są do dziś relikty fortyfikacji i baszty Murarzy, przez którą zwiedzający wchodzą do budynku głównego.
Na terenie Muzeum znajdowały się m.in.: dwór Gniewosza z Dalewic, dwór opata tynieckiego, łaźnia miejska, a od początku XVII do końca XVIII w. kościół św. Michała i św. Józefa z klasztorem karmelitów bosych. Po III rozbiorze Polski Austriacy klasztor skasowali (na mocy decyzji cesarza Józefa II), w budynkach klasztornych umieszczono sąd i więzienie. Po roku 1874 i wyburzeniu kościoła wzniesiono nowy budynek sądu z kaplicą. Po roku 1956 budynek powięzienny miasto przekazało na cele kultury. Od roku 1964 stopniowo (w miarę postępu remontu) przenosiły się do niego pracownie, biblioteka, magazyny i sale wystawowe.
W przededniu 175. rocznicy powstania (2025 r.) zaplanowano zmiany w historycznej siedzibie przy ulicy Senackiej. W pierwszym etapie powiększono przestrzeń wystawienniczą poprzez adaptację dotąd nie użytkowanego poddasza. W wyniku inwestycji powierzchnia użytkowa muzeum zwiększyła się o 700 m². W zaadaptowanej powierzchni powstała nowa wystawa stała, a także nowoczesna sala konferencyjna, w której możliwe jest również prowadzenie zajęć edukacyjnych.

## Wystawy
Stałe ekspozycje w gmachu głównym:

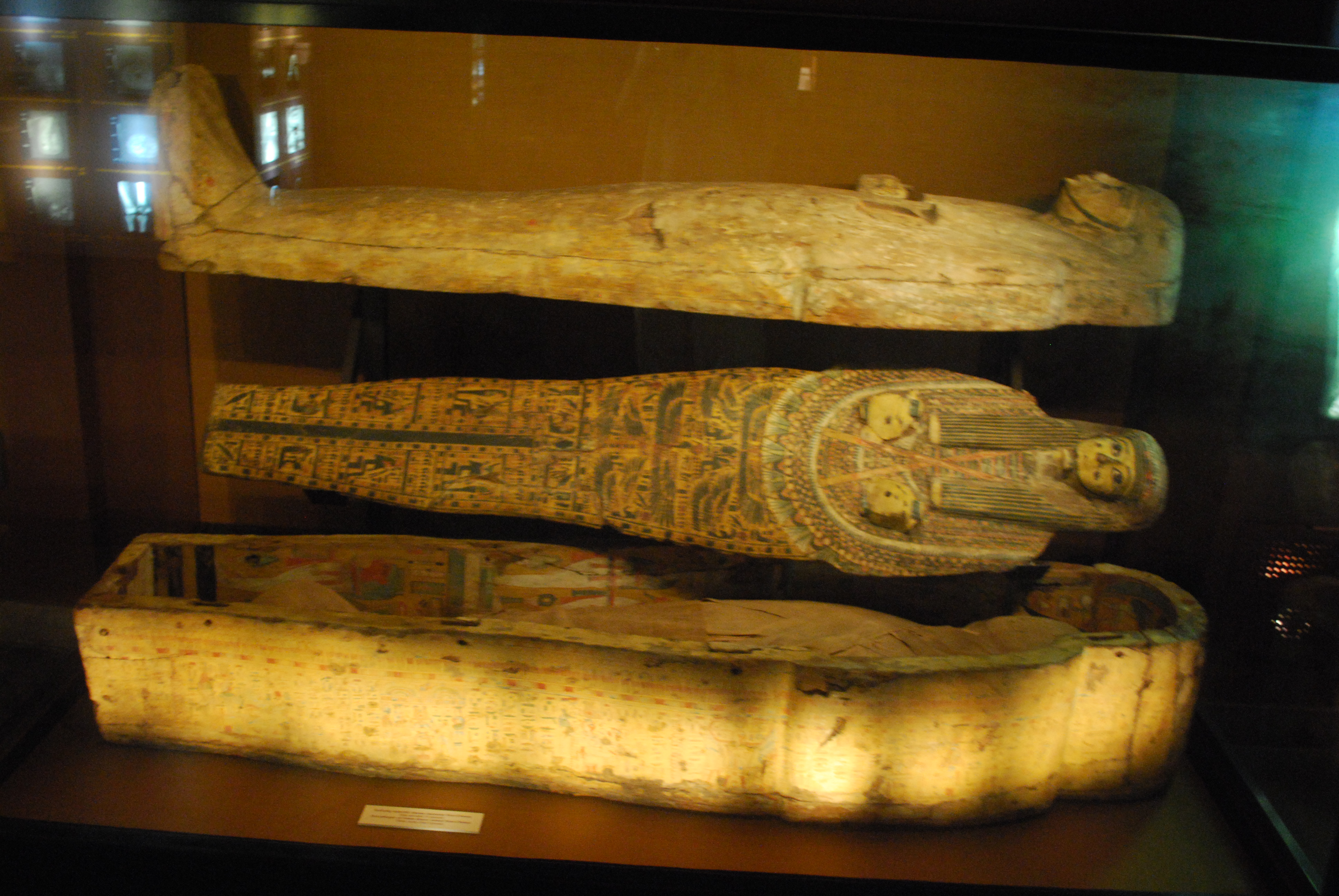
Fragment ekspozycji Bogowie starożytnego Egiptu

- Pradzieje i średniowiecze Małopolski – na wystawie zaprezentowano różne aspekty życia dawnych mieszkańców Małopolski. Aranżacja nowej odsłony pradziejów wzbogacona jest o nowoczesne wizualizacje. Wystawa uwzględnia także potrzeby osób z niepełnosprawnościami. Najważniejsza jest jednak kontynuacja myśli merytorycznej z poprzedniej wystawy – przedstawienie najbardziej istotnych momentów w rozwoju regionu. Wybrano następujące daty i ogólnie związane z nimi „hasła”: 70.000 p.n.e. (człowiek neandertalski), 26.000 p.n.e. (Homo sapiens jako łowca mamutów),  5300 p.n.e. (ostatni myśliwi i pierwsi rolnicy), 700 p.n.e. (w czasach ciałopalenia – kultura epoki brązu), 250 p.n.e. (Celtowie w regionie), 160 n.e. (barbarzyńcy okresu wpływów rzymskich), 1000 n.e. (na progu chrześcijaństwa), 1300 n.e. (w Krakowie). Liczymy, że nasza publiczność zaakceptuje nową prezentację regionu i nadal tłumnie będzie odwiedzać ekspozycję[12][13].
- Podziemia Muzeum Archeologicznego w Krakowie – wystawa poświęcona przeszłości miejsca i budynku, w którym od lat 60. XX w. mieści się muzeum, a także ludziom, którzy byli w nim więzieni. W obrębie ekspozycji znajduje się m.in. duży fragment kamiennego muru miejskiego z przełomu XIV i XV w. oraz cela śmierci, która była miejscem kaźni w czasie okupacji niemieckiej[14][13].

Wystawy sezonowe:
- Dzieje Rynku krakowskiego i kościoła św. Wojciecha – wystawa zlokalizowana w podziemiach kościoła św. Wojciecha na Rynku Głównym w Krakowie. Czynna od maja do października.
- Garncarstwo pradziejowe to historia naczyń ceramicznych od ich pojawienia się w VI tys. przed n.e. do wieku XIII n.e. można ją zwiedzać w Lamusie przy dworze w Branicach, gdzie mieści się nowohucki oddział muzeum.

Wystawy czasowo zamknięte (od 02.04.2024 roku do ok. grudnia 2026 roku z powodu prac modernizacyjnych znacznej części zabytkowego budynku gmachu głównego Muzeum:
- Bogowie starożytnego Egiptu – na wystawie prezentowane są zabytki pochodzące głównie z trzech kolekcji. Pierwsza to sarkofagi z wykopalisk w el-Gamhud prowadzonych w latach 1907–1908 przez pierwszego polskiego egiptologa, Krakowianina, Tadeusza Smoleńskiego. Na drugą kolekcję składają się znaleziska pochodzące z wykopalisk Hermanna Junkera w Gizie (1913). Trzecia, to dar żołnierzy Samodzielnej Brygady Strzelców Karpackich walczących podczas II wojny światowej w Egipcie, którzy stworzyli tzw. Muzeum w plecaku. Galeria sztuki egipskiej mieści się na pierwszym piętrze budynku muzeum.
- Peruwiańskie zbiory Władysława Klugera – na wystawie prezentowane są naczynia z kolekcji stworzonej przez polskiego inżyniera,  Władysława Klugera (1849-1884). Zgromadził naczynia, tkaniny, mumie oraz rozmaite wyroby rzemiosła artystycznego ludów zamieszkujących południowoamerykańskie wybrzeże Pacyfiku. Ponad 1000 obiektów archeologicznych i etnograficznych, darował Akademii Umiejętności w Krakowie. Znaczna ich część zaginęła w czasie wojny, pozostały 233 zabytki, głównie naczynia oraz tkaniny. Wśród nich ceramika kultury Moche (200 r. p.n.e.–600 r. n.e.) – dzbany w kształcie postaci ludzkich; naczynia kultur Chimu (w kształcie roślin, zwierząt, domów, bądź antropomorficznych) oraz Chancay (lata 1000–1476).
- Waza z Bronocic, w Muzeum prezentowana jest kopia naczynia odkrytego w Bronocicach, ozdobionego sceną figuralną, w której przedstawiony jest najstarszy na świecie wizerunek wozu.
- Światowid ze Zbrucza

Wystawy zostaną ponownie zaprezentowane po zakończeniu prac remontowych.
Oprócz wystaw stałych i sezonowych, w Muzeum prezentowane są także wystawy czasowe. Do najważniejszych w ostatnich latach wystaw przygotowanych przez Muzeum należą:
- Archeologiczna autostrada – to prezentacja odkryć krakowskich archeologów z badań wykopaliskowych na trasie budowy autostrady A4. Wystawa odwiedziła ponad 20 muzeów w Polsce i na Ukrainie.
- Ukraina przed wiekami – to wystawa poświęcona prezentacji bogatych zbiorów naszego Muzeum pochodzących z terenów dawnej Rzeczypospolitej, a obecnie Ukrainy. Do tej pory ekspozycja była prezentowana w ponad 10 muzeach polskich.
- Chrzest 966 – oblicza chrystianizacji – przygotowana na 1050 rocznicę chrztu Polski ekspozycja, poprzez pryzmat zabytków archeologicznych, ale też źródeł historycznych, ikonografii i rozbudowanej scenografii ukazywała powody i skutki tego wydarzenia.
- Mieszczańska kultura palenia tytoniu. Fajki w nowożytnej tradycji i obyczajowości Krakowa – wystawa poświęcona nowożytnym zabytkom, które ukazano na tle scenografii odtwarzającej miejsca, w których były wykorzystywane.
- Od kolekcjonerstwa do muzealnictwa. 160-lecie pierwszej wystawy w Muzeum Archeologicznym w Krakowie – wystawa o dwutorowej narracji i scenografii. Odtworzono na niej elementy pierwszej wystawy prahistorycznej w najstarszym polskim muzeum archeologicznym. Pokazano współczesną archeologię – jej cele, metody, rezultaty na podstawie badań prowadzonych w Muzeum.
- Śladami polskich pionierów badań starożytnego Egiptu - centralną postacią wystawy jest Tadeusz Samuel Smoleński (ur. 16 sierpnia 1884 w Jaworzu, zm. 29 sierpnia 1909 w Krakowie), pierwszy polski egiptolog. Wystawa prezentuje jego osiągnięcia w dziedzinie egiptologii, w tym wykopaliska w El-Gamhoud, el-Hibeh i Sharuna, oraz artefakty, które dzięki niemu trafiły do Krakowa. Prócz niego zaprezentowane zostały badania prowadzone na przełomie XX i XXI wieku w Krakowie, w których zrealizowano kompleksowy program badania mumii egipskiej Aset-iri-khet-es. Było to pionierskie przedsięwzięcie nie tylko w skali Polski, ale także w skali światowej (duża w tym rola Katedry Radiologii Collegium Medicum UJ).
- Zabytek miesiąca – cykl wystawienniczy, w którym prezentowane są pojedyncze zabytki archeologiczne o szczególnych walorach informacyjnych. Dotychczas przygotowano ponad 50 pokazów.

W Muzeum prezentowane są także wystawy z innych muzeów krajowych i zagranicznych. Ostatnią z nich była budząca zainteresowanie ekspozycja Pompeje. Życie i śmierć w cieniu Wezuwiusza, na której zaprezentowanych zostało m.in. 114 oryginalnych eksponatów z Muzeum Archeologicznego w Neapolu. Wystawa otrzymała tytuł „Najważniejszej Wystawy 2019”, w rankingu Archeologicznych Sensacji 2019 kwartalnika Archeologia Żywa.

## Status prawny Muzeum
Muzeum działa w oparciu o ustawę o muzeach, ustawę o organizowaniu i prowadzeniu działalności kulturalnej, ustawę o finansach publicznych, ustawę o ochronie zabytków oraz statut Muzeum Archeologicznego w Krakowie nadany Uchwałą nr 438/08 Zarządu Województwa Małopolskiego z dnia 29 maja 2008 roku. Zgodnie ze statutem Muzeum jest samorządową instytucją kultury wyodrębnioną pod względem prawnym i ekonomiczno-finansowym, której organizatorem jest Województwo Małopolskie.
Nadzór nad Muzeum w sposób ogólny sprawuje Minister Kultury i Dziedzictwa Narodowego, a w sposób bezpośredni Zarząd Województwa Małopolskiego. Przy Muzeum działa jedenastoosobowa Rada Muzeum, której członków powołuje i odwołuje Zarząd Województwa Małopolskiego. Wewnętrznie zasady pracy Muzeum są określone w Regulaminie Organizacyjnym.